# David Hestenes
David Orlin Hestenes (21 de mayo de 1933) es un físico estadounidense, autor de una propuesta teórica basada en el álgebra geométrica para unificar la formulación de las matemáticas y de la física de una forma más intuitiva.

## Semblanza
Hestenes obtuvo su doctorado en 1963 en la Universidad de California, Los Ángeles (UCLA) y fue profesor en la Universidad Estatal de Arizona durante 30 años, a la que sigue perteneciendo como profesor emérito, y donde contribuyó decisivamente a estructurar los programas educativos relacionados con las matemáticas y la física.
Es conocido por su programa de álgebra geométrica (basado en el álgebra de Clifford), con el que quiere hacer popular una reformulación de la representación de la física teórica.
De 1976 a 1979 fue coeditor del American Journal of Physics. En 1995 se convirtió en miembro de la American Physical Society. En 2002 recibió la medalla Oersted.
En 1980 y 1981, como Miembro de la Facultativo de la NASA y en 1983 como Consultor de la NASA, trabajó en el Jet Propulsion Laboratory dedicado a la mecánica orbital y al control de vuelo, donde aplicó el álgebra geométrica en el desarrollo de nuevas técnicas matemáticas, publicadas en un libro de texto/monografía titulado Nuevos fundamentos para la mecánica clásica.
En 1983 se unió al empresario Robert Hecht-Nielsen y al psicólogo Peter Richard Killeen para dirigir la primera conferencia dedicada exclusivamente al modelado de redes neuronales cerebrales. Continuó este proyecto en 1987 en la Universidad de Boston), dedicado durante un tiempo a la investigación en neurociencias.
Es hijo del matemático Magnus Hestenes (1906-1991).

## Publicaciones
- New Foundations of classical mechanics, Boston, Dordrecht, Reidel Publishing 1986, 2. Auflage, Springer 1999, ISBN 0792355148
- Con David Sobczyk: Clifford algebras to geometric calculus: a unified language for mathematics and physics, Boston, Dordrecht, Reidel Publishing 1984
- Space-Time Algebra, New York, Gordon and Breach 1966
- Con Antonio Weingartshofer (Herausgeber): Electron- theory and experiment, Kluwer 1991